# Första dragonregementet
Första dragonregementet, även H.O. d'Albedyhls dragoner, var ett värvat dragonregemente inom svenska armén som verkade under åren 1707–1709.

## Historia
Första dragonregementet bildades den 9 november 1707 genom att Görtz bajerska dragonregemente delades i två regementet om 750 man. Det efter att Heinrich Wilhelm von Goertz hade fråntagits befälet över Görtz bajerska dragonregementet och häktades. Hela Första dragonregementet, tillsammans med dess regementschef, föll den 16 februari 1709 i rysk fångenskap, efter Slaget vid Poltava. Det var några av H.O. d'Albedyhls dragoner, som vid Perevolotjna, efter slaget Poltava 1709, gav sitt berömda svar när de tillfrågades om de ville ta upp striden med de annalkande ryssarna eller ej.

## Förbandschefer
- 1707–1709: Henrik Otto von Albedyl  (tillfångatagen)